# 1985 DW1
1985 DW1 är en asteroid i huvudbältet som upptäcktes den 16 februari 1985 av den belgiske astronomen Henri Debehogne vid La Silla-observatoriet.